# شمس أباد (قهستان)
شمس أباد (بالفارسية: شمس‌آباد) هي مستوطنة تقع في إيران في قسم قهستان الريفي. يقدر عدد سكانها بـ 60 نسمة بحسب إحصاء 2016.